# جيمس كييني
جيمس كييني (بالإنجليزية: James Keene)‏ (26 ديسمبر 1985 المملكة المتحدة - ) هو لاعب كرة قدم بريطاني، يلعب كمهاجم.

## وصلات خارجية
جيمس كييني على موقع الاتحاد الأوربي (الإنجليزية)
- جيمس كييني على موقع اتحاد السويد (السويدية)
- جيمس كييني على موقع قاعدة بيانات كرة القدم.إي يو (الإنجليزية)
- جيمس كييني على موقع Soccerbase.com (لاعب) (الإنجليزية)
- جيمس كييني على موقع Soccerway.com (الإنجليزية)
- جيمس كييني على موقع عالم كرة القدم.نت (الإنجليزية)
- جيمس كييني على موقع AS.com (الإسبانية)